# Redmond Gerard
Redmond Gerard, född 29 juni 2000, är en amerikansk snowboardåkare. Han blev olympisk mästare i slopestyle vid olympiska vinterspelen 2018 i Pyeongchang i Sydkorea.